# Lorentz-Gruppe
Die Lorentz-Gruppe ist in der Physik (und in der Mathematik) die Gruppe aller Lorentz-Transformationen der Minkowski-Raumzeit. Die Lorentz-Gruppe wurde nach dem niederländischen Mathematiker und Physiker Hendrik Lorentz benannt.
Die Lorentz-Gruppe drückt die fundamentale Symmetrie (oder: die Automorphismen) vieler bekannter Naturgesetze dadurch aus, dass sie diese invariant lässt: so insbesondere die Bewegungsgleichungen der speziellen Relativitätstheorie, die Maxwellschen Feldgleichungen der Theorie des Elektromagnetismus und die Dirac-Gleichung der Theorie des Elektrons.

## Definition
Die Lorentz-Gruppe ist die lineare Invarianzgruppe des  Minkowskiraumes {\displaystyle \mathbb {R} ^{3+1}}, der ein vierdimensionaler Vektorraum mit einem Pseudo-Skalarprodukt ist. Die Lorentz-Gruppe ist die Menge aller linearen Automorphismen des Minkowskiraumes, die das Pseudo-Skalarprodukt erhalten.
Sie ähnelt damit in ihrer Definition der Gruppe der Drehspiegelungen O(3) im dreidimensionalen Raum, die aus den linearen Automorphismen des R3 besteht, die das Standardskalarprodukt erhalten und damit Längen und Winkel.
Der wesentliche Unterschied besteht jedoch darin, dass die Lorentz-Gruppe nicht die Längen und Winkel im dreidimensionalen Raum erhält, sondern die bezüglich des indefiniten Pseudo-Skalarprodukts im Minkowskiraum definierten Längen und Winkel. Insbesondere erhält sie Eigenzeitabstände in der speziellen Relativitätstheorie.
Formal können wir daher definieren (definierende Darstellung):
{\displaystyle O(3,1)=\left\{\Lambda \in {\mathcal {M}}(4,\mathbb {R} ):\langle \Lambda \cdot \mathbf {x} ,\Lambda \cdot \mathbf {y} \rangle _{M}=\langle \mathbf {x} ,\mathbf {y} \rangle _{M}\quad \forall \,\mathbf {x} ,\mathbf {y} \in \mathbb {R} ^{4}\right\},}
wobei {\displaystyle {\mathcal {M}}(4,\mathbb {R} )} die reellen 4×4 Matrizen und {\displaystyle \textstyle \langle \mathbf {x} ,\mathbf {y} \rangle _{M}=-x_{0}y_{0}+\sum _{i=1}^{3}x_{i}y_{i}} das Pseudo-Skalarprodukt (entsprechend der (−,+,+,+)-Konvention) bezeichnet.

## Eigenschaften
Die Lorentz-Gruppe O(3,1) ist eine 6-dimensionale Lie-Gruppe. Sie ist nicht kompakt.
Die räumlichen Drehspiegelungen bilden als die Fixpunktgruppen zeitartiger Vektoren eine Untergruppe der Lorentz-Gruppe. Solche Untergruppen sind nicht normal, die Untergruppen zu verschiedenen Fixpunkten (das entspricht verschiedenen Inertialsystemen) sind zueinander konjugiert.
Die Lorentz-Gruppe besteht aus vier Zusammenhangskomponenten. Elemente derselben Zusammenhangskomponente gehen durch Anwendung von infinitesimalen Transformationen auseinander hervor. Im Gegensatz dazu stehen die diskreten Transformationen, die Elemente verschiedener Zusammenhangskomponenten miteinander verbinden: Spiegelungen, Raumspiegelungen, Zeitspiegelungen und Raum-Zeit-Spiegelungen. Die Untergruppe SO(3,1) der Elemente mit Determinante 1 heißt eigentliche Lorentz-Gruppe und enthält zwei der vier Zusammenhangskomponenten. Die eigentliche orthochrone Lorentz-Gruppe ist die Zusammenhangskomponente, die die Identität enthält.
Die eigentliche orthochrone Lorentz-Gruppe ist nicht einfach zusammenhängend, d. h. nicht jede geschlossene Kurve kann stetig auf einen Punkt zusammengezogen werden. Die universelle einfach zusammenhängende Überlagerung der eigentlichen orthochronen Lorentz-Gruppe ist die komplexe spezielle lineare Gruppe SL(2,C) (diese Gruppe findet Anwendung in der Physik bei der Theorie der projektiven Darstellungen der O(3,1) in  Quantentheorien).

### Zerlegung
Jedes Element {\displaystyle \Lambda } der eigentlich orthochronen Lorentz-Gruppe lässt sich (auf eindeutige Weise) als Hintereinanderausführung einer räumlichen Rotation und einer speziellen Lorentz-Transformation (= Boost in Richtung {\displaystyle {\vec {v}}}) schreiben:
{\displaystyle \Lambda =L({\vec {v}}){\mathcal {R}}\quad {\text{mit}}\quad {\mathcal {R}}={\begin{pmatrix}1&0\\0&R\end{pmatrix}}\,,\quad R\in SO(3)}
Dabei sind {\displaystyle L({\vec {v}})} und {\displaystyle {\mathcal {R}}} wieder Elemente der eigentlich orthochronen Lorentz-Gruppe und konkret gegeben durch
{\displaystyle v_{i}={\frac {\Lambda _{i0}}{\Lambda _{00}}}\qquad (i=1..3)\qquad }        und
{\displaystyle R_{ij}=\Lambda _{ij}-{\frac {1}{1+\Lambda _{00}}}\Lambda _{i0}\Lambda _{0j}\,{\text{.}}}
Die Reihenfolge der Operationen lässt sich umkehren:
{\displaystyle \Lambda ={\mathcal {R}}L(\mathbf {w} )}
Dabei ist {\displaystyle {\mathcal {R}}} dieselbe Drehmatrix wie oben und 
{\displaystyle w_{i}={\frac {\Lambda _{0i}}{\Lambda _{00}}}\quad {\text{d.h.}}\quad \mathbf {w} =R^{-1}{\vec {v}}\,{\text{.}}}
Weiterhin kann man sich durch Hinzunahme einer weiteren Rotation auf eine spezielle Lorentz-Transformation in {\displaystyle x}-Richtung beschränken:
{\displaystyle \Lambda ={\mathcal {R}}_{1}L(v\mathbf {e} _{1}){\mathcal {R}}_{2}}

## Lie-Algebra
Die sechsdimensionale Lie-Algebra der O(3,1) wird in der definierenden Darstellung durch die drei infinitesimalen Erzeuger der räumlichen Rotationen Ji und durch die drei infinitesimalen Erzeuger der Lorentz-Boosts Ki aufgespannt. Diese Lie-Algebra ist isomorph zur Lie-Algebra sl(2,C):
{\displaystyle [J_{i},J_{j}]=\epsilon _{ijk}J_{k}}
{\displaystyle [K_{i},K_{j}]=-\epsilon _{ijk}J_{k}}
{\displaystyle [J_{i},K_{j}]=\epsilon _{ijk}K_{k}}
wobei die Erzeuger Ji der Rotationen eine Lie-Unteralgebra bilden, nämlich die so(3).

### Beispiele
| Vektorfeld auf R2                                                         | Einparametrige Untergruppe von SL(2,C), Möbius-Transformationen | Einparametrige Untergruppe von SO+(1,3), Lorentz-Transformationen | Vektorfeld auf R4                                                                                |
| Parabolisch                                                               | Parabolisch | Parabolisch | Parabolisch                                                                                      |
| ------------------------------------------------------------------------- | --- | --- | ------------------------------------------------------------------------------------------------ |
| {\displaystyle \partial _{u}\,\!}                                         | {\displaystyle \left[{\begin{matrix}1&\alpha \\0&1\end{matrix}}\right]} | {\displaystyle \left[{\begin{matrix}1+\alpha ^{2}/2&\alpha &0&-\alpha ^{2}/2\\\alpha &1&0&-\alpha \\0&0&1&0\\\alpha ^{2}/2&\alpha &0&1-\alpha ^{2}/2\end{matrix}}\right]} | {\displaystyle X_{1}=\,\!} {\displaystyle x(\partial _{t}+\partial _{z})+(t-z)\partial _{x}\,\!} |
| {\displaystyle \partial _{v}\,\!}                                         | {\displaystyle \left[{\begin{matrix}1&i\alpha \\0&1\end{matrix}}\right]} | {\displaystyle \left[{\begin{matrix}1+\alpha ^{2}/2&0&\alpha &-\alpha ^{2}/2\\0&1&0&0\\\alpha &0&1&-\alpha \\\alpha ^{2}/2&0&\alpha &1-\alpha ^{2}/2\end{matrix}}\right]} | {\displaystyle X_{2}=\,\!} {\displaystyle y(\partial _{t}+\partial _{z})+(t-z)\partial _{y}\,\!} |
| Hyperbolisch                                                              | | |                                                                                                  |
| {\displaystyle {\frac {1}{2}}\left(u\partial _{u}+v\partial _{v}\right)}  | {\displaystyle \left[{\begin{matrix}\exp \left({\frac {\beta }{2}}\right)&0\\0&\exp \left(-{\frac {\beta }{2}}\right)\end{matrix}}\right]}                                                                              | {\displaystyle \left[{\begin{matrix}\cosh(\beta )&0&0&\sinh(\beta )\\0&1&0&0\\0&0&1&0\\\sinh(\beta )&0&0&\cosh(\beta )\end{matrix}}\right]}                               | {\displaystyle X_{3}=\,\!} {\displaystyle z\partial _{t}+t\partial _{z}\,\!}                     |
| Elliptisch                                                                | | |                                                                                                  |
| {\displaystyle {\frac {1}{2}}\left(-v\partial _{u}+u\partial _{v}\right)} | {\displaystyle \left[{\begin{matrix}\exp \left({\frac {i\theta }{2}}\right)&0\\0&\exp \left({\frac {-i\theta }{2}}\right)\end{matrix}}\right]}                                                                          | {\displaystyle \left[{\begin{matrix}1&0&0&0\\0&\cos(\theta )&-\sin(\theta )&0\\0&\sin(\theta )&\cos(\theta )&0\\0&0&0&1\end{matrix}}\right]}                              | {\displaystyle X_{4}=\,\!} {\displaystyle -y\partial _{x}+x\partial _{y}\,\!}                    |
| {\displaystyle {\frac {v^{2}-u^{2}-1}{2}}\partial _{u}-uv\,\partial _{v}} | {\displaystyle \left[{\begin{matrix}\cos \left({\frac {\theta }{2}}\right)&-\sin \left({\frac {\theta }{2}}\right)\\\sin \left({\frac {\theta }{2}}\right)&\cos \left({\frac {\theta }{2}}\right)\end{matrix}}\right]}  | {\displaystyle \left[{\begin{matrix}1&0&0&0\\0&\cos(\theta )&0&\sin(\theta )\\0&0&1&0\\0&-\sin(\theta )&0&\cos(\theta )\end{matrix}}\right]}                              | {\displaystyle X_{5}=\,\!} {\displaystyle -x\partial _{z}+z\partial _{x}\,\!}                    |
| {\displaystyle uv\,\partial _{u}+{\frac {1-u^{2}+v^{2}}{2}}\partial _{v}} | {\displaystyle \left[{\begin{matrix}\cos \left({\frac {\theta }{2}}\right)&i\sin \left({\frac {\theta }{2}}\right)\\i\sin \left({\frac {\theta }{2}}\right)&\cos \left({\frac {\theta }{2}}\right)\end{matrix}}\right]} | {\displaystyle \left[{\begin{matrix}1&0&0&0\\0&1&0&0\\0&0&\cos(\theta )&-\sin(\theta )\\0&0&\sin(\theta )&\cos(\theta )\end{matrix}}\right]}                              | {\displaystyle X_{6}=\,\!} {\displaystyle -z\partial _{y}+y\partial _{z}\,\!}                    |